# Zhang Tingyu
Zhang Tingyu (chinois simplifié : 张廷玉 ; chinois traditionnel : 張廷玉 ; pinyin : zhāng tíngyù ; Wade : Chang T'ingyü), 29 octobre 1672 — 30 avril 1755, est un homme politique et historien chinois durant la dynastie Qing.
Zhang Tingyu naît à Tongcheng dans la province d'Anhui. En 1700, il est reçu au titre de jinshi, le diplôme le plus élevé du système des examens impériaux et peu après est nommé à l'académie Hanlin. Il sert d'abord en tant que secrétaire d'État, et plus tard sous l'empereur Yongzheng, en tant que premier ministre. Zhang Tingyu dispose spécialement de la confiance de Yongzheng qui fait de lui l'un des premiers membres du Grand Conseil, organe d'État informel qui, avec le temps, se développe en propre conseil privé de l'empereur. Parmi ses collègues se trouvent des personnalités de renom comme Ma Qi. Il joue un rôle central dans la politique de justice et est considéré comme l'architecte de nombreux projets politiques. Sous le règne de l'empereur Qianlong enfin, il joue un rôle dans le conflit sino-mandchou.
Zhang est un officier de la fonction publique, très apprécié à la fois pour son caractère droit et le fond de ses principes. Disposant de considérables compétences en littérature, il est placé à la tête des fonctionnaires qui rédigent l'Histoire des Ming en 1739. Il existe une certaine confusion quant à savoir si lui ou un autre officier de confiance Longkodo est le représentant principal du testament de Kangxi. Zhang est le seul fonctionnaire à survivre aux batailles de succession de Kangxi à Yongzheng et à Qianlong, et bénéficie de la confiance des trois empereurs.